# Мала Тарасівка (Баришівська громада)
Мала́ Тара́сівка —  село в Україні, у Баришівській селищній громаді Броварського району Київської області. Населення становить 9 осіб.

## Населення
Згідно з переписом УРСР 1989 року чисельність наявного населення села становила 43 особи, з яких 16 чоловіків та 27 жінок.
За переписом населення України 2001 року в селі мешкало 11 осіб. 100 % населення вказало своєю рідною мовою українську мову.